# Brian Simpson (Geotechniker)
Brian Simpson, OBE (geb. vor 1980) ist ein britischer promovierter Bauingenieur in der Geotechnik. 
Er ist leitender Ingenieur und einer der Direktoren im Ingenieurbüro Arup Geotechnics (Ove Averup & Partners Ltd.) in London und Arup Fellow. Außerdem hat er eine Ehrenprofessur an der University of Nottingham.
Er befasst sich mit praktischen Anwendungen der Geotechnik bei Stützstrukturen (wie Baugruben, Stützwände) und Tunneln einschließlich numerischer Modellierung. Er hatte ab den 1980er Jahren eine führende Rolle in der Entwicklung von Eurocode 7 im Bereich Geotechnik und war Vizepräsident des und britischer Vertreter im entsprechenden europäischen Komitees CEN (Comité Européen de Normalisation) zu SC 7. Er ist im britischen Komitee für geotechnische Normierung und leitete das Technische Komitee (TC) 205 der  ISSMGE (Safety and serviceability in geotechnical engineering). Von ihm stammt ein Kommentar zu Eurocode 7.
1992 war er Rankine Lecturer (Retaining structures: displacement and design). 2009 hielt er den State-of-the-Art-Report der ISSMGE über Geotechnical Analysis and Design.

## Schriften
- mit Richard Driscoll: Eurocode 7- a commentary, Building Research Establishment Report 344, Garston: CRC 1998